# Наја Ривера
Наја Мари Ривера (енгл. Naya Marie Rivera; Санта Кларита, 12. јануар 1987 — Језеро Пиру, Округ Вентура, 8. јул 2020) била је америчка глумица, певачица и модел. Још од детињства је глумила у разним ситкомима, а прославила се улогом Сантане Лопез у ТВ серији Гли. Године 2013. је објавила песму Sorry са Биг Шоном. Дана 8. јула 2020. је нестала на језеру Пиру на којем је била са својим сином. Њено тело је пронађено 13. јула након петодневне потраге.

## Филмографија
| Улоге       |                           |               |                      |                                              |
| Година      | Српски назив              | Изворни назив | Улога                | Напомена                                     |
| 1990-е      |                           |               |                      |                                              |
| 1991—1992.  |                           |               | Хилари Винстон       | ТВ серија, 15 еп.                            |
| 1992—1993.  | Под истим кровом          |               | Гвендолин            | ТВ серија, 3 еп.                             |
| 1993.       | Принц са Бел Ера          |               | Синди                | ТВ серија, 1 еп.                             |
| 1993.       | Синбадов шоу              |               | гошћа на журци       | ТВ серија, 1 еп.                             |
| 1995.       | На лицу места             |               | Ен                   | ТВ серија, 1 еп.                             |
| 1996.       | Чувари плаже              |               | Вила                 | ТВ серија, 1 еп.                             |
| 1997, 1999. | —                         |               | Тања / Кели          | ТВ серија, 2 еп.                             |
| 2000-е      |                           |               |                      |                                              |
| 2002.       | —                         |               | Клои                 | ТВ серија, пилот еп.                         |
| 2002.       | —                         |               | Шарлин               | ТВ серија, 1 еп.                             |
| 2002.       | —                         |               | дете капетан Америка |                                              |
| 2002—2006.  | Шоу Бернија Мака          |               | Дона                 | ТВ серија, 11 епизода                        |
| 2003.       | —                         |               | Лорин                | ТВ серија, 2 еп.                             |
| 2004.       | Осам једноставних правила |               | фина девојка         | ТВ серија, 1 еп.                             |
| 2008.       | —                         |               | Карин                | ТВ серија, 1 еп.                             |
| 2008.       | Истражитељи из Мајамија   |               | Рејчел Калвадо       | ТВ серија, 1 еп.                             |
| 2009.       | Франкенхуд                |               | згодница             |                                              |
| 2009—2015.  | Гли                       |               | Сантана Лопез        | ТВ серија, главна и повремена улога, 133 еп. |
| 2010-е      |                           |               |                      |                                              |
| 2011.       | —                         |               | Сантана Лопез        |                                              |
| 2013.       | —                         |               | Спаркл (глас)        |                                              |
| 2014.       | Пред ђавољим вратима      |               | Вира                 |                                              |
| 2015.       | Опаке служавке            |               | Бланка Алварез       | ТВ серија, 5 еп.                             |
| 2016.       | Амерички тата             |               | Лоло Фуентес         | ТВ серија, 1 еп.                             |
| 2017.       | Руполова дрег трка        |               | Наја Ривера          | гостујући судија у једној еп.                |
| 2017.       | Луде породице             |               | Фелипа Џоунс         |                                              |
| 2018—2019.  | —                         |               | Колет Џоунс          | ТВ серија, 20 еп.                            |